# Nika Kocharov & Young Georgian Lolitaz
I Nika Kocharov & Young Georgian Lolitaz sono un gruppo musicale indie rock georgiano formato nel 2000. Hanno rappresentato la Georgia all'Eurovision Song Contest 2016 con la canzone Midnight Gold, arrivando ventesimi in finale.

## Storia
Gli Young Georgian Lolitaz si sono formati nel 2000 e nel 2004 hanno pubblicato il loro singolo di lancio, Star, che è stato il più venduto dell'anno in Georgia con oltre 30.000 download. Il loro album di debutto, Lemonjuice, è arrivato nel 2009. Nel 2010 hanno pubblicato un EP, The Lava.
Il 15 dicembre 2015 è stato annunciato che la band avrebbe rappresentato la Georgia all'Eurovision Song Contest 2016, e che la canzone sarebbe stata selezionata il 15 febbraio 2016 durante uno show televisivo attraverso televoto e giuria. Tra le cinque canzoni presentate dalla band, la scelta è ricaduta su Midnight Gold, scritta e composta da Kote Kalandadze, che ha ottenuto 1.310 dei 1.518 televoti ricevuti. All'Eurovision i Nika Kocharov & Young Georgian Lolitaz si sono esibiti nella seconda semifinale, svolta il 12 maggio a Stoccolma, dalla quale si sono qualificati per la finale del 14 maggio, alla quale poi si sono classificati ventesimi. Il complesso musicale è attualmente formato da quattro membri.

## Membri
- Nika Kocharov (ნიკა კოჩაროვი, voce e chitarra elettrica)
- Gia Iashvili (გია იაშვილი, voce e basso)
- Nick Davitashvili (ნიკა დავითაშვილი, voce e tastiera)
- Dima Oganesian (დიმა ოგანესიანი, percussioni)

## Discografia
- 2009 - Lemonjuice
- 2010 - The Lava EP